# 莫胡特涅 (扎波罗热州)
47°2′51″N 35°43′58″E / 47.04750°N 35.73278°E
莫胡特涅（烏克蘭語：Могутнє）是位於烏克蘭東南部的村莊，由扎波羅熱州波洛希區的莫洛昌斯克市鎮負責管轄。該村處於尤尚利河左岸，距離赫魯希夫卡3公里，始建於1922年，面積0.49平方公里，海拔高度43米，2001年人口168。